# Перфиловский
Перфи́ловский (Перфи́ловка) — хутор во Фроловском районе Волгоградской области России. Входит в Терновское сельское поселение.

## География
Хутор расположен в 8 км северо-восточнее хутора Терновка на левом берегу реки Арчеды, вдоль трассы «Фролово—Камышин».

## Население
| 2002 | 2010 |
| ---- | ---- |
| 195  | ↘158 |

Национальный состав
Согласно результатам переписи 2002 года, в национальной структуре населения русские составляли 96 % из общей численности населения в 195 человек.

## Инфраструктура
На хуторе есть магазин, медицинское учреждение. Хутор газифицирован, проведено электричество, есть водопровод. Дороги грунтовые.
В 2 км северо-восточнее находятся природные запасы строительного песка.